# Charles Nodier
Jean-Charles-Emmanuel Nodier (Besançon, 1780. április 29. – Párizs, 1844. január 27.) francia romantikus író, könyvtáros, lexikográfus, a Francia Akadémia tagja. Victor Hugo, Alfred de Musset és Charles-Augustin Sainte-Beuve elismerték a francia romantikára gyakorolt hatását. Jelentősen hozzájárult a francia reneszánsz költészet újra felfedezéséhez.

## Élete
Ügyvéd apja, aki 1790-től Doubs megye büntetőtörvényszékének elnöke volt, nagy súlyt helyezett fia neveltetésére, a latin nyelvre ő maga tanította. 1791-ben a gyermek Nodier hazafias beszédet mondott a besançoni Jakobinus klubban. (Felnőtt korában azonban már királypárti nézeteket vallott.) Gyermekkora óta szerette az irodalmat, de az entomológia is szenvedélyesen érdekelte. 1793-ban botanikát és ásványtant tanult, majd apja Strasbourgba küldte egy híres professzorhoz, hogy megtanulja a klasszikus görög nyelvet is.
1796-ban apja beíratta Besançonban az École Centrale-ba, ahol ő is tanított. Nodier, Joseph Droz tanárával, a későbbi akadémikussal megalapította a Philadelphia nevű titkos társaságot. 1798-ban az École Centrale segédkönyvtárosa lett, és entomológiai értekezést írt. 1800 augusztusában a Philadelphia összejövetelén parodizálták a jakobinus gyűléseket, ezért elmenekült Besançonból és így könyvtárosi állását is elvesztette. 1801 áprilisában visszatért Párizsból és újra elfoglalta helyét a könyvtárban. 1802-ben jelent meg első regénye, a Stella ou les proscrits, amelyen Rousseau hatása érződik. Az 1803-ban publikált második, Le peintre de Salzbourg című regényében Goethe művéből,  Az ifjú Werther szenvedéseiből merített ihletet. December 23-án levélben vallotta be Napóleon Első Konzulnak, hogy ő írta a La Napóleone című Bourbon-párti ódát, ami előző évben Londonban, majd Párizsban is megjelent a szerző neve nélkül. Ezért 36 nap börtönre ítélték. Kiszabadulása után házi őrizetben tartották Besançonban. 1808-ban folytatta az írást.
1812 szeptemberében kinevezték Laibachban a városi könyvtár élére és a Télégraphe illyrien főszerkesztője lett. A Ljubljanában működő Francia Intézet ma is Charles Nodier nevét viseli. 1814-ben visszatért Párizsba, újra a Journal des Débats munkatársa lett, 1823-ig 200 cikket publikált.
1824 januárjában Artois grófjának (a későbbi X. Károly király) a könyvtárosa lett a Bibliothèque de l'Arsenalban. Áprilistól irodalmi találkozókat rendezett a könyvtárban. Minden vasárnap este ott gyűltek össze az írók, költők és művészek, hogy felolvassák és megbeszéljék írásaikat, verseiket. Politikával is foglalkoztak. A cénacle-nak nevezett összejöveteleket a romantika bölcsőjének tartották, és nagy hatással voltak Victor Hugóra. Alfred de Vigny, Alfred de Musset, Id. Alexandre Dumas és Eugène Delacroix is részt vettek az irodalmi estéken.
Charles Nodier Párizsban halt meg, a Père-Lachaise temetőben helyezték örök nyugalomra.

## Művei (Válogatás)

### Regények
- Stella ou les proscrits (1802)
- Le peintre de Salzbourg, journal des émotions d’un cœur souffrant (1803)
- Jean Sbogar, histoire d’un bandit illyrien mystérieux (1818)
- Thérèse Aubert (1819)
- Le Vampire (1820)
- Adèle (1820)
- Histoire du roi de Bohême et de ses sept châteaux (1830)
- Description raisonnée d'une jolie collection de livres (1842)
- Stances à M. Alfred de Musset
- Franciscus Columna (1844)

### Versek
- Essais d’un jeune barde (1804)
- Poésies diverses (1827–1829)

### Fantasztikus mesék
- Smarra, ou les démons de la nuit (1821)
- Trilby ou le lutin d’Argail (1822)
- La Fée aux miettes (1832)
- Mademoiselle de Marsan (1832)

### Történelmi művek
- Histoire des sociétés secrètes de l'armée (1815)
- Napoléon et ses constitutions (1815)
- Le vingt et un janvier (1816)
- Souvenirs, épisodes et portraits pour servir à l'histoire de la Révolution et de l'Empire, 2 volumes (1831)
- Le dernier banquet des Girondins (1833)
- Paris historique, 3 volumes (1837–1840)
- Souvenirs et portraits de la Révolution (1840)

### Útleírások
- Voyages pittoresques et romantiques dans l'ancienne France (1820)
- Promenade de Dieppe aux montagnes d’Écosse (1821)
- La Saône et ses bords (1835–1836)
- La Seine et ses bords (1836–1837)
- Journal de l'expédition des Portes de Fer (1844)

### Nyelvészet, irodalom, politika
- Pensées de Shakespeare extraites de ses ouvrages (1800)
- La Napoléone (1802)
- Dictionnaire des onomatopées françaises (1808)
- Archéologue ou système universel des langues (1810)
- Mélanges de littérature et de critique, 2 volumes (1820)
- Romans, nouvelles et mélanges, 4 volumes (1820)
- Dictionnaire universel de la Langue française (1823)
- Rêveries littéraires, morales et fantastiques (1832)
- Notions élémentaires de linguistique (1834)

### Entomológiai értekezések
- Dissertation sur l'usage des antennes dans les insectes (1798)
- Bibliographie entomologique (1801)

### Tudományos írások
- Essai sur le gaz hydrogène et les divers modes d'éclairage artificiel (1823)
- De quelques phénomènes du sommeil (1830)

## Magyarul
- Inez de las Sierras; ford. Marquis Géza; A Nagyvilágból, Makó, 1900 (A nagyvilágból)
- Aubert Teréz; ford. Csillay Kálmán; Singer-Wolfner, Bp., 1929 (Milliók könyve)
- Aranyborsó és Borsóvirág; ford., átdolg. Bartócz Ilona; Móra, Bp., 1958 (Kispajtások mesekönyve)